# نيكولاس نارتي
نيكولاس نارتي (مواليد 22 فبراير 2000) هو لاعب كرة قدم دنماركي يلعب في مركز الوسط في نادي ساندهاوزن على سبيل الإعارة.

## روابط خارجية
- نيكولاس نارتي على موقع الاتحاد الأوربي (الإنجليزية)
- نيكولاس نارتي على موقع قاعدة بيانات كرة القدم.إي يو (الإنجليزية)
- نيكولاس نارتي على موقع Soccerway.com (الإنجليزية)
- نيكولاس نارتي على موقع عالم كرة القدم.نت (الإنجليزية)